# Raad al-Duhan
Raad al-Duhan, född 25 mars 1985 i Irak, är en av de personer som 2019 dömdes till utvisning från Sverige på grund av radikal islamism. Sedan 2014 är han verksam i anslutning till Gävle moské. Han har tidigare varit idrottsledare för en mångkulturell idrottsförening i Umeå, och för detta har han bland annat blivit nominerad till utmärkelsen Sveriges Eldsjäl 2015. Han har av svenska myndigheter bedömts vara tongivande i verksamheter där islamistisk radikalisering sker och därmed bidragit till tillväxten i våldsbejakande extremistmiljöer, och med anledning av detta 2019, tillsammans med sin far, blivit utvisad. Utvisningen av al-Duhan har (2024) ännu ej verkställts, medan hans far Abo Raad på eget bevåg lämnade Sverige 2022.

## Biografi

### Uppväxt
al-Duhan är son till Abo Raad, imam i Gävle moské och utpekad som en av den militanta islamismens ledare i Sverige. Raad al-Duhan föddes i Irak, men flydde som 5-åring 1991 med sin familj och placerades i ett flyktingläger i Saudiarabien. Han kom 1996 som 11-åring tillsammans med sin familj till Sverige och växte upp i Gävle.

### Verksamhet som idrottsledare
Omkring 2005 flyttade al-Duhan till Umeå där han grundade Umeå Legends Club, en mångkulturell idrottsförening. Han hade under perioden 2007–2014 flera anställningar i kommunen, bland annat som skolvärd på Östra gymnasiet och en projektanställning i projektet Världen i Västerbotten, ett integrationsprojekt drivet av Länsbiblioteket i Västerbotten. År 2011 fick han som representant för Umeå Legend Club motta Västerbottens folkhälsopris för sin mångsidiga verksamhet bland ungdomar med boxning, basket, dans, teater och skrivande med krav på avhållsamhet från tobak, alkohol och droger. År 2012 fick han Fair-Play-priset från Västerbottens Idrottsförbund för att han "är en fantastisk idrottsman och idrottsledare som förmår att inspirera på ett lekfullt sätt".
År 2014 återvände han till Gävle och var en av initiativtagarna till Gefle Legend Club, en idrottsklubb med målsättning att främja integrationen i Gävle. Verksamheten förlades i anslutning till moskén i Gävle med målsättningen att lättare komma i kontakt med utsatta ungdomar. Klubben hade 2015 omkring 230 medlemmar, och Raad nominerades till utmärkelsen Sveriges Eldsjäl. Gävle kommun sponsrade idrottsföreningen tillsammans med flera företag i Gävle. Gefle Legend Club gick i konkurs hösten 2017.

### Mordhotet mot chefredaktören för Gefle Dagblad
Under åren 2015–2016 gjorde tidningen Gefle Dagblad flera reportage med granskning av koppling mellan personer inom ledningen för Gävle islamiska center och extremistisk islamism. I anslutning till detta framförde al-Duhan mordhot mot tidningens dåvarande chefredaktör Anna Gullberg, vilket ledde till att han i maj 2017 dömdes till böter och villkorlig dom för olaga hot.

### Utvisningsbeslut
I juni 2019 begärde Säkerhetspolisen att al-Duhan och fem andra islamister skulle utvisas från Sverige eftersom de bedömdes utgöra hot mot rikets säkerhet. Enligt Säkerhetspolisen hade de sex bidragit till tillväxten i våldsbejakande extremistmiljöer genom att vara tongivande i verksamheter där det sker radikalisering. Säkerhetspolisen fick stöd i denna bedömning av Migrationsverket. Utvisningsbeslutet togs med stöd av lagen om särskild utlänningskontroll. Sedan frågan överklagats bekräftades utvisningen av regeringen i oktober samma år. Utvisningarna har ännu (2024) inte  verkställts på grund av verkställighetshinder. Migrationsöverdomstolen gör bedömningen att de skulle riskera att "utsättas för skyddsgrundande behandling" i hemlandet. I väntan på utvisning måste al-Duhan inställa sig hos polisen flera gånger i veckan.

#### Sveriges Radios granskning av utvisningsbeslutet
Sveriges Radio har därefter granskat omständigheterna kring Raad al-Duhan och de andra islamisternas utvisningsbeslut i en rad reportage och påtalat brister i Säpos bakomliggande utredning. Denna granskning har i sin tur kritiserats av stiftelsen Doku som visat att det förekommit en nära relation mellan Raad al-Duhan och reportern. Efter en intern utredning bedömde Ekots chef, i egenskap av ansvarig utgivare, att inslagen håller för de krav som ställs på opartiskhet och saklighet. Länsstyrelsen har inte inlett någon tillsyn av Sveriges Radios säkerhetsarbete, det finns inga misstankar om att brott skulle ha begåtts och det finns inget som tyder på att någon säkerhetspåverkan på Sveriges Radio ska ha skett från någon.

### Penningtvättsbrott
I november 2021 dömdes Al-Duhan för grovt penningtvättsbrott till villkorlig dom och dagsböter. Gärningarna för vilka han dömts skedde i februari och mars 2017, och bestod i att pengar från brottslig verksamhet slussats via en idrottsförening. Raad al-Duhan nekade till brott.

### Brott mot lagen om särskild kontroll av vissa utlänningar
Regeringen beslutade 2019 att Duhan ska utvisas, men utvisningen har inte gått att verkställa då han riskerar förföljelse i hemlandet. Han måste därför befinna sig inom ett så kallat vistelseområde i Stockholmstrakten och anmäla sig hos polisen flera gånger i veckan till dess att utvisningarna kan genomföras. Våren 2024 dömdes Al-Duhan till fängelse för brott mot lagen om särskild kontroll av vissa utlänningar, då han inte efterföljt de föreskrifter som utfärdats.

## Utmärkelser
- 2011 – Västerbottens folkhälsopris för sin mångsidiga verksamhet bland ungdomar.[7]
- 2012 – Fair-Play-priset från Västerbottens idrottsförbund för sin verksamhet som idrottsledare.[8]
- 2015 – Nominerad till utmärkelsen Sveriges Eldsjäl.[10]